# Palacký-Universiteit Olomouc
De Palacký-Universiteit Olomouc (Tsjechisch: Univerzita Palackého v Olomouci, afkorting: UP en UPOL) is een Tsjechische universiteit in de Moravische stad Olomouc. De universiteit is vernoemd naar de Tsjechische historicus en politicus František Palacký. De universiteit in Olomouc is opgericht in 1573 en daarmee de op een na oudste universiteit in Tsjechië, na de Karelsuniversiteit in Praag, en de oudste in Moravië.
De Palacký-Universiteit heeft een van de grootste vakgroepen Neerlandistiek in Centraal- en Oost-Europa. Naast de Palacký-Universiteit is in Olomouc ook de kleine private universiteit Moravská vysoká škola Olomouc gevestigd.

## Geschiedenis
De universiteit is de oudste universiteit in Moravië en de op een na oudste in de landen van de Boheemse kroon. Op de oprichting van de universiteit was een belangrijk onderdeel van de Contrareformatie in Moravië. Ongeveer 90% van de bevolking in de Boheemse landen was al protestants op het moment toen de Habsburgers aan de macht kwamen. De protestantse Hussieten waren begonnen met het aanbieden van openbaar onderwijs, iets wat de Katholieken voor een uitdaging stelde. Halverwege de eeuw was er geen enkele stad zonder een protestantse school in de Boheemse landen, vele steden hadden zelfs meer dan een school, met meestal twee à zes leerkrachten elk. Ook de enige universiteit in de Boheemse landen, de Karelsuniversiteit in Praag, was in protestantse handen. De Katholieke kerk kon op het gebied van onderwijs niet met de protestanten concurreren. Dit was de voornaamste reden dat de Jezuïeten werden uitgenodigd om een aantal onderwijsinstellingen op te richten, waaronder een in Praag en een in Olomouc. De uitnodiging werd gesteund door de katholieke Habsburgers.
De Jezuïeten in Olomouc werden in 1566 uitgenodigd door de bisschop van Olomouc Willem Prusinovský van Víckov. De Jezuïeten stichten een klooster in Olomouc en richten achtereenvolgens een gymnasium, een academie, een priesterseminarie en een seminarie voor arme studenten.
In 1573 kreeg het college de status van universiteit, waarna het Collegium Nordicum en iets later het Collegium Nobilium werden opgericht. De universiteit was gesloten tijdens de pestepidemieën van 1599 en 1623, en tijdens de Boheemse Opstand. Tijdens de Zweedse bezetting van Olomouc werd de universiteit geplunderd.
Tijdens de contrareformatie en de daarop volgende tientallen jaren werd de universiteit invloedrijk terwijl de grip van de Jezuïeten op de universiteit daalde. In 1773, met de ontbinding van de Jezuïeten, werd de universiteit een seculair instituut gerund door de staat. Met de verplaatsing van de universiteit naar Brno in 1778 werd compleet losgekoppeld van de bisschoppelijke instituten in Olomouc. Vier jaar later kwam de universiteit als lyceum naar Olomouc terug.
In 1827 verkreeg de universiteit als geheel opnieuw de universitaire status. De universiteit kreeg de naam Frans-Universiteit (vernoemd naar Frans Jozef I van Oostenrijk) en bestond slechts kort (van 1827 tot 1860). In deze periode had de universiteit een goede naam in de wetenschappelijke wereld, vooral in natuurwetenschappelijk gebied, in de rechten en in de medicijnen. Ook was de universiteit in politiek opzicht belangrijk, vooral tijdens de Revoluties in 1848 in de Habsburgse gebieden, toen zij het centrum werd van het Tsjechisch nationaal bewustzijn in Moravië. Als reactie werd het grootste gedeelte van de universiteit in de jaren '50 van de 19e eeuw alweer gesloten. De theologische faculteit bleef als een zelfstandige faculteit bestaan en ook de universiteitsbibliotheek ging als zelfstandig instituut verder.
In de jaren '90 van de 19e eeuw en na de oprichting van de Eerste Tsjecho-Slowaakse Republiek in 1918 waren er stemmen om de universiteit opnieuw op te richten, dit gebeurde uiteindelijk pas na het einde van de Tweede Wereldoorlog in 1946. Bij de heroprichting kreeg de universiteit de naam Univerzita Palackého.
In 1986 was de Palacký-Universiteit de eerste universiteit in Tsjecho-Slowakije om lessen aan senioren aan te bieden in een zogeheten universiteit voor derde leeftijd.
Begin 2020 opende de Palacký-Universiteit een campus in Erbil, de hoofdstad van Iraaks-Koerdistan onder de naam Czech Academic City. Het is de eerste campus in het buitenland van een Tsjechische universiteit.
Op 14 juli 2020 werd bekend gemaakt dat de universiteit deel gaat nemen in het samenwerkingsverband tussen Europese universiteiten Aurora.

## Faculteiten
De universiteit bestaat uit een achttal faculteiten en een instituut.
- Geneeskundige faculteit
- Natuurwetenschappelijke faculteit
- Filosofische faculteit
- Pedagogische faculteit
- Faculteit voor rechten
- Faculteit voor lichaamscultuur
- Faculteit voor theologie
- Faculteit voor gezondheidswetenschappen
- Instituut CATRIN

Naast deze faculteiten kent de universiteit nog een aantal voorzieningen zoals een universitaire bibliotheek, een technisch-wetenschappelijk park en het Confuciusinstituut.

### Geneeskundige faculteit
De geschiedenis van de geneeskundige faculteit (Lékařská fakulta, afgekort LF) gaat terug tot 1753, toen op de Filosofische faculteit werd begonnen met het lesgeven in geneeskunde. Met de verhuizing van de universiteit naar Brno werd binnen de filosofische faculteit de Vakgroep voor geneeskunde en verloskunde opgericht. Toen in 1782 de universiteit als lyceum naar Olomouc terugkeerde, werd de vakgroep van de filosofische faculteit losgekoppeld en ging verder als het Directorium voor geneeskunde en verloskunde. In 1827 verkreeg het lyceum opnieuw de status van universiteit, hoewel de artsenopleiding deel uitmaakte van de universiteit, werd er geen geneeskundige faculteit opgericht en verkregen de studenten bij het voltooien van de opleiding geen universitaire graad. De artsenopleiding werd in 1849 van de universiteit afgescheiden en ontsnapte daarmee aan de opheffing met de universiteit in 1860. In 1873 werd echter ook de artsenopleiding gesloten, de laatste examens vonden plaats in het schooljaar 1874/75. Met de heroprichting van de universiteit in 1946 werd ook de geneeskundige faculteit opgericht. Tussen 1953 en 1958 was de faculteit de enige faculteit van de universiteit. In 2008 werd een deel van de faculteit afgesplitst en ging verder als de faculteit voor gezondheidswetenschappen.

### Natuurwetenschappelijke faculteit
De geschiedenis van de natuurwetenschappelijke faculteit (Přírodovědecká fakulta, PřF) gaat terug tot 1953, toen in Olomouc de Pedagogische hogeschool in Olomouc (Vysoká škola pedagogická v Olomouci) werd opgericht. In 1958 werd een van de twee faculteiten van deze hogeschool, de faculteit voor natuurwetenschappen heringedeeld bij de Palacký-Universiteit Olomouc. De faculteit is gericht op wetenschappelijk onderzoek en biedt bachelor-, master- en Ph.D.-opleidingen in de vakgebieden wiskunde en informatica, natuurkunde, scheikunde en ecologie en aardwetenschappen aan. Sinds 2009 is het grootste gedeelte van de faculteit gevestigd in het huidige hoofdgebouw op de campus Envelopa niet ver van het historische stadscentrum. In 2015 werd op initiatief van de faculteit het museum Pevnost poznání geopend.

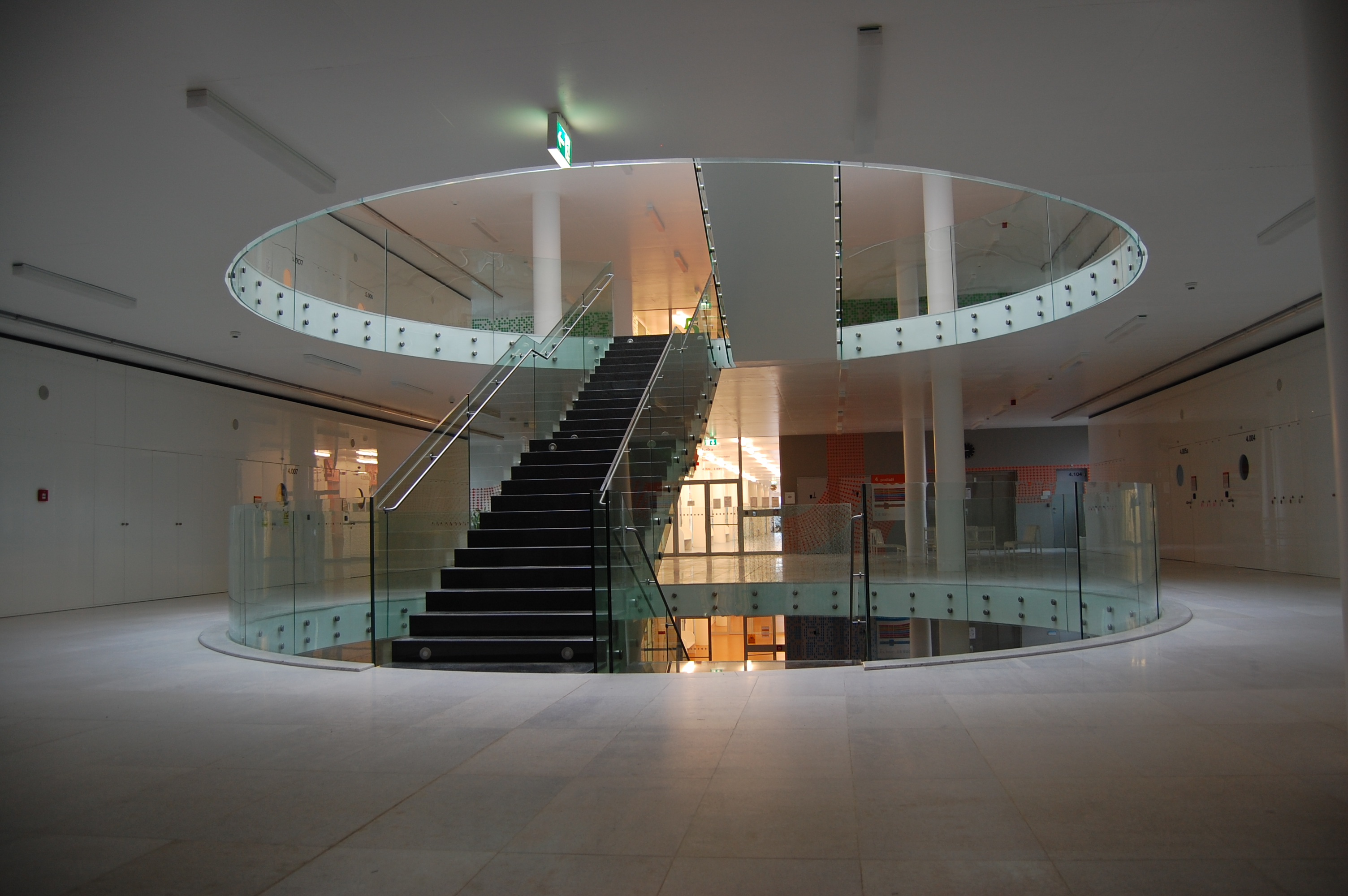
Het trappenhuis in de 4e verdieping van de faculteit
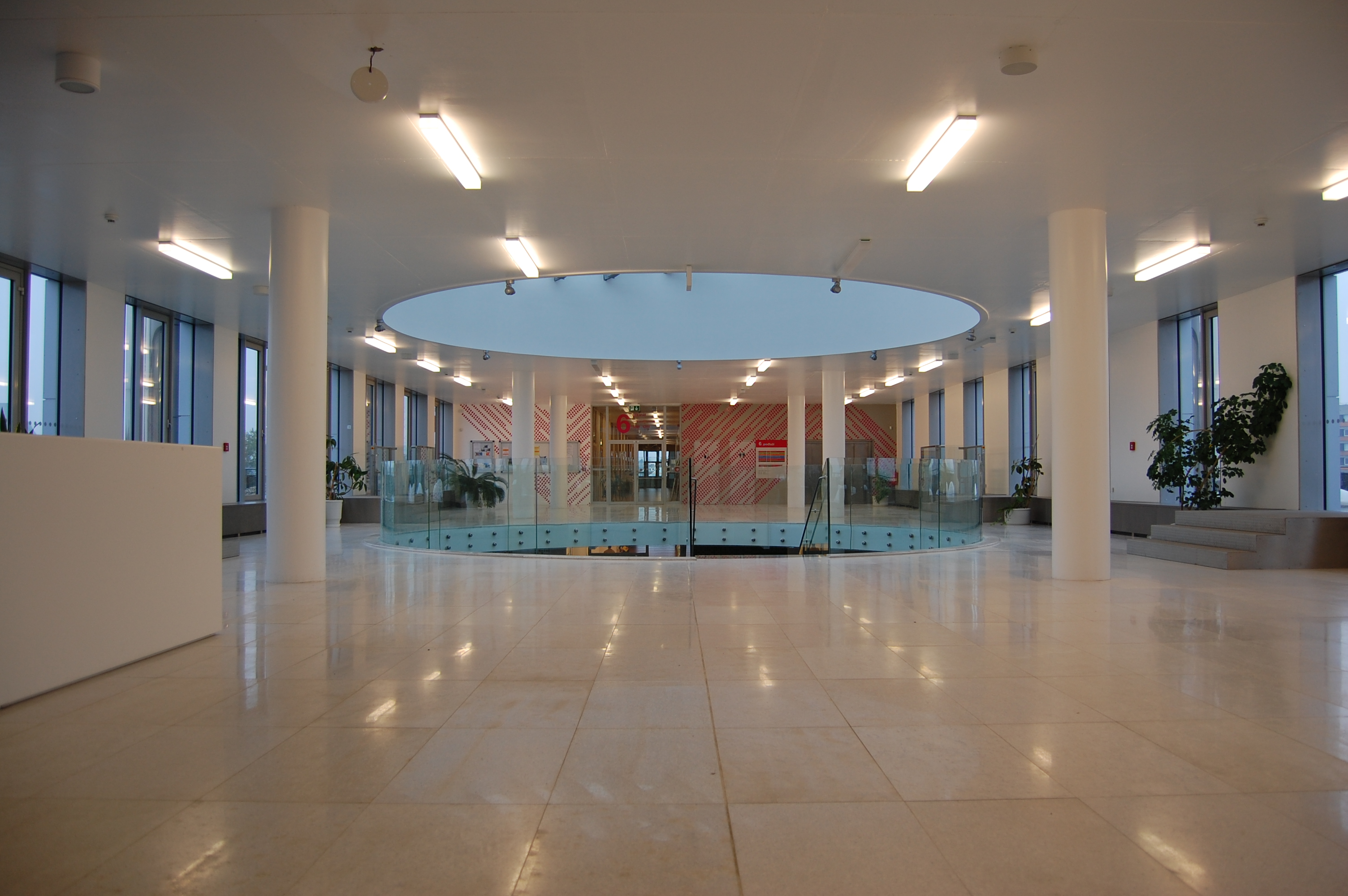
De 6e verdieping van de faculteit
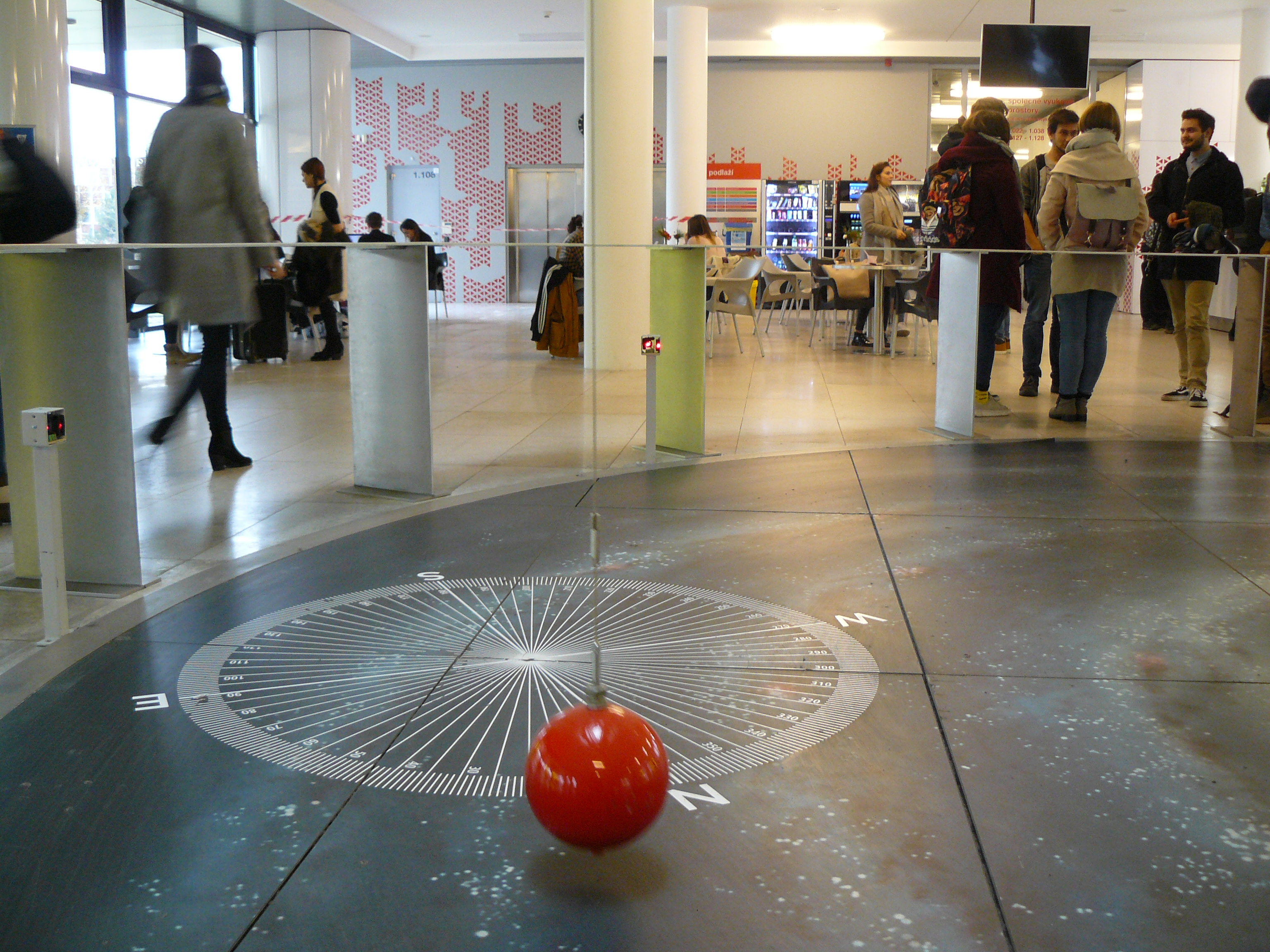
Slinger van Foucault in de faculteit
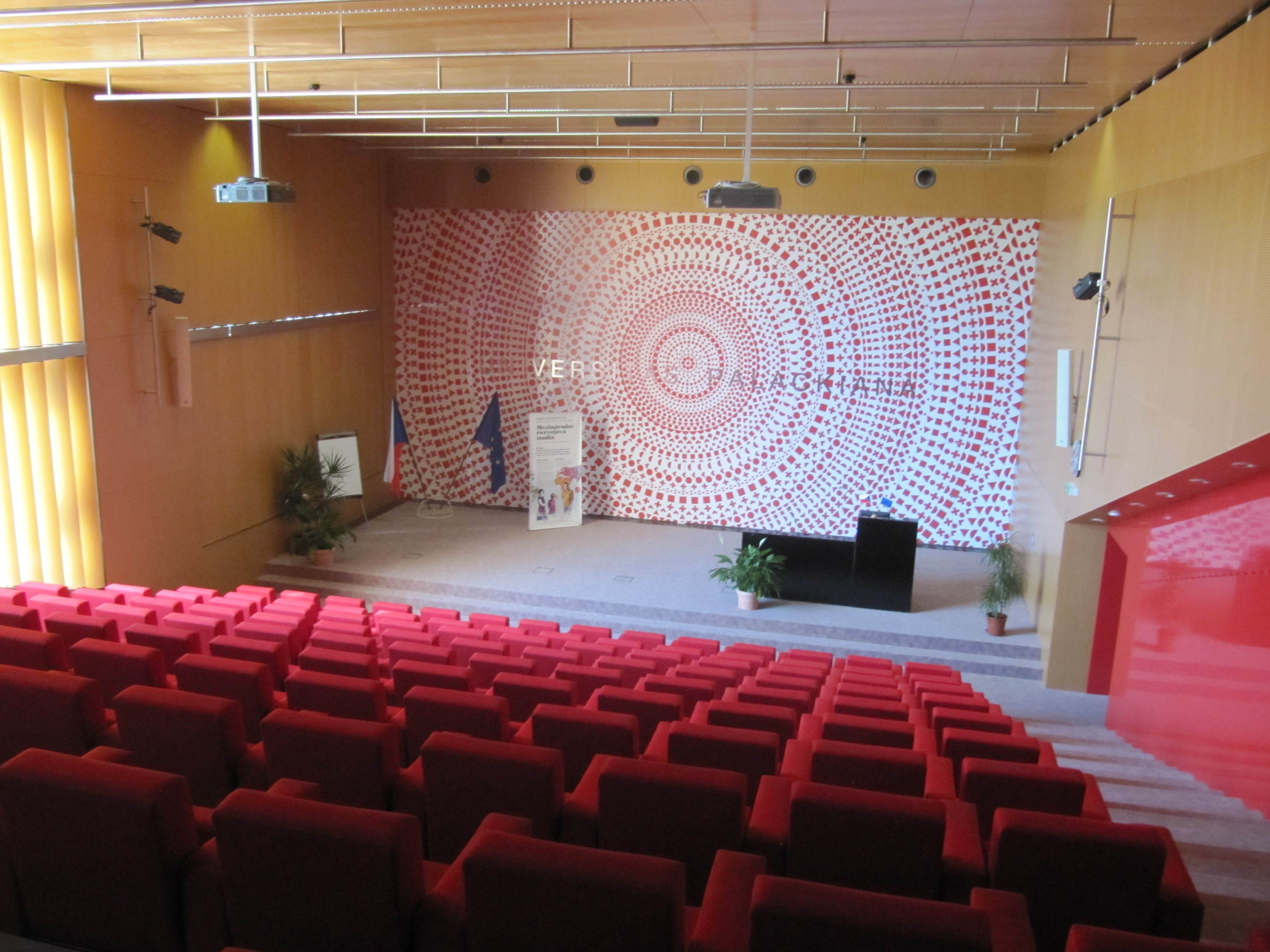
De aula van de faculteit
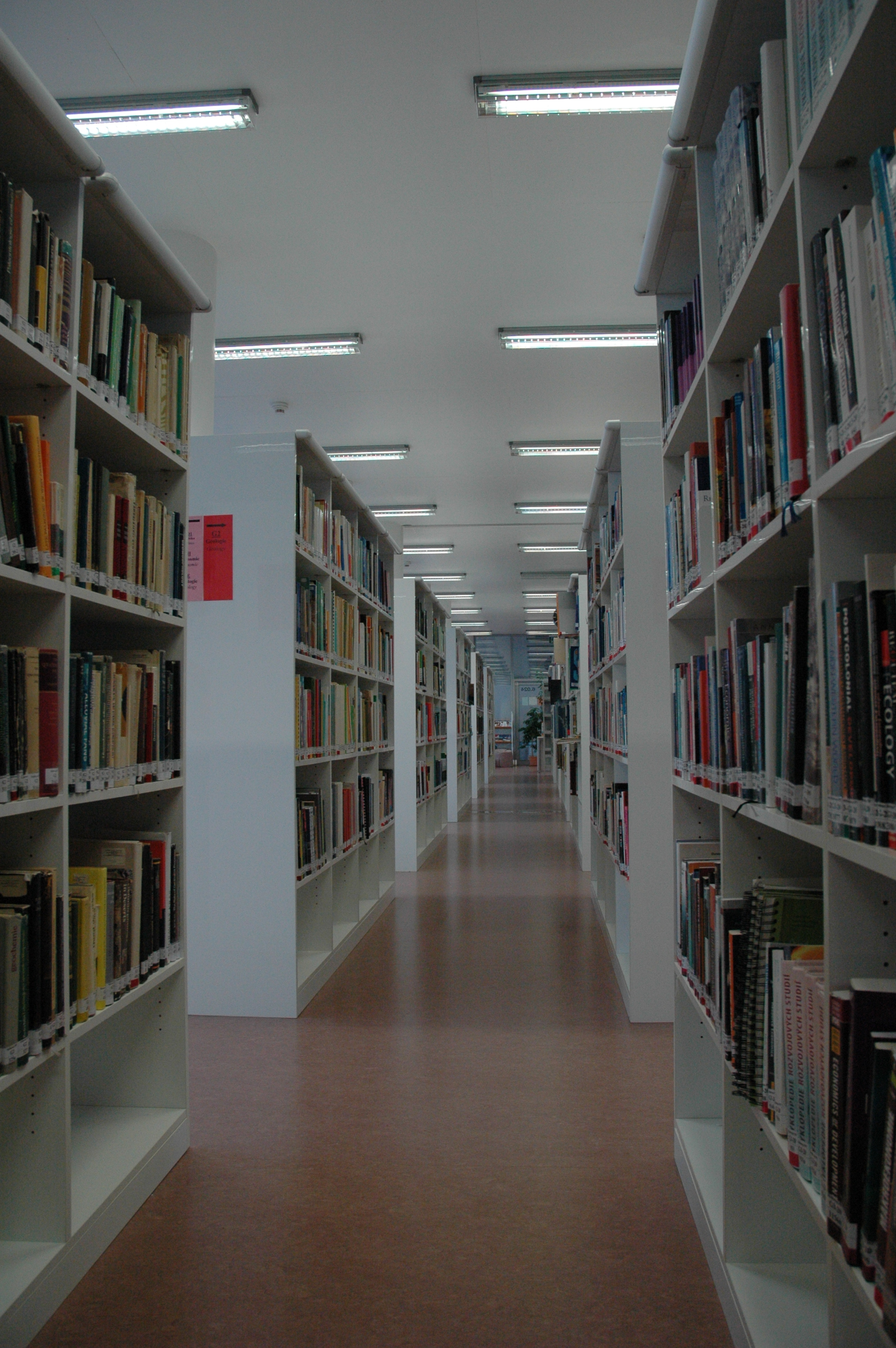
De bibliotheek van de faculteit

### Filosofische faculteit
De filosofische faculteit (Filosofická fakulta, FF) is opgericht in 1576 en daarmee na de theologische faculteit de op een na oudste faculteit van de universiteit. Met ongeveer 6000 studenten is de filosofische faculteit tegenwoordig de grootste faculteit van de Palacký-Universiteit. Een onderdeel van de faculteit een vakgroep Neerlandistiek, die een van de grootste in Centraal- en Oost-Europa is. Het filmfestival Academia Film Olomouc wordt door de faculteit georganiseerd.

### Pedagogische faculteit
De pedagogische faculteit (Pedagogická fakulta, PdF) werd opgericht in 1946, tegelijkertijd met de heroprichting van de universiteit. In 1953 werd de pedagogische faculteit van de universiteit losgekoppeld en ging verder als de zelfstandige Pedagogische hogeschool in Olomouc (Vysoká škola pedagogická v Olomouci). Deze werd in 1959 omgevormd in een pedagogisch instituut. Tussen 1963 en 1964 werd het pedagogische instituut weer onderdeel van de Palacký-Universiteit als de pedagogische faculteit. In 1990 ontstond de faculteit voor lichaamscultuur uit de pedagogische faculteit.

### Rechtenfaculteit
De geschiedenis van de rechtenfaculteit (Právnická fakulta, PF) gaat terug tot 1679, toen Keizer Leopold I per decreet een professoraat in de rechten instelde. De faculteit voor rechten is daarmee de op twee na oudste faculteit van de universiteit. Het professoraat werd in 1778 een directorium en in 1784 een faculteit. In de nasleep van de revoluties in 1848 werd de faculteit in 1855 gesloten. Met de heroprichting van de universiteit in 1946 werd ook verzien in de heroprichting van de faculteit voor rechten. Het zou uiteindelijk nog duren tot 1991, na de Fluwelen Revolutie, voordat de faculteit daadwerkelijk werd heropgericht.

### Faculteit voor gezondheidswetenschappen
De faculteit voor gezondheidswetenschappen (Fakulta zdravotních věd, FZV) is de jongste faculteit van de universiteit, opgericht in 2008, als een afsplitsing van de geneeskundige faculteit.

## Aan de universiteit verbonden personen

### Oud-studenten
- Bohuslav Balbín (1621–1688), geleerde
- Beda Dudík (1815-1890), historicus
- Rudolf Eitelberger (1817-1885), kunsthistoricus
- Arnošt Förchtgott (1825-1874), componist
- Jürgen Helfricht (*1963), Duits publicist, medicijn- en astronomiehistoricus
- Karel Ferdinand Irmler (1650-onbekend), advocaat
- Wenceslas Pantaleon Kirwitzer (1588-1626), astronoom
- Jozef Kubinyi (*1955), arts en politicus
- Johannes Marcus Marci (1595–1667), filosoof en wetenschapper
- Gregor Mendel (1822–1884), wetenschapper
- Alois Musil (1868–1944), oriëntalist en theoloog
- Johann Karl Nestler (1783-1841), agrowetenschapper
- John Ogilvie (1597-1615), priester
- Matěj Pavlík (1879-1942), orthodox bisschop
- Joseph von Petrach (1714-1772), dichter
- Leopold Prečan (1866-1947), theoloog
- Franz Retz (1673-1750), jezuïet
- Peter von Rittinger (1811-1872), montanist
- Johannes Sarkander (1576-1620), priester
- Edmund Schebek (1819-1895), advocaat
- Eduard Schön (1825-1879), componist
- Taras Senkiv (*1960), Oekraïens bisschop
- Karel Slavíček (1678–1735), astronoom
- Josef Vašica (1884-1968), theoloog en filoloog
- Pavel Vranický (1756-1808), componist, dirigent en violist
- Albrecht von Wallenstein (1583-1634), militair opperbevelhebber

### Oud-medewerkers
- Jaromír Bělič (1914-1977), taalwetenschapper
- Aljo Beran (1907-1990), schilder
- Johann Heinrich Bösenselle (onbekend-1767), advocaat
- Vladislav David (1927-2014), advocaat
- Dominik Duka (1943-...), theoloog
- Wilken Engelbrecht (1962-...), letterkundige
- Ignaz Feigerle (1795-1863), theoloog
- Franz Fischer (1793-onbekend), pedagoog
- Josef Ludvik Fischer (1894-1973), filosoof en socioloog
- Karel Ferdinand Irmler (1650-onbekend), advocaat
- Bedřich Franz (1796-1860), wetenschapper
- Ignác Jan Hanuš (1812-1869), filosoof
- Jan Helcelet (1812-1876), wetenschapper en politicus
- Josef Jařab (*1937), amerikanist
- Andreas Ludwig Jeitteles (1799-1878), arts, journalist en politicus
- Franz Samuel Karpe (1747-1806), filosoof
- Jan Koppel (1808-1866), advocaat
- Jakub Kresa (1648-1715), wiskundige
- Adalbert Theodor Michel (1821-1877), advocaat
- Josef Vratislav Monse (1733-1793), advocaat en historicus
- František Jan Mošner (1797-1876), arts
- Theodor von Pachmann (1801-1881), advocaat
- Jan Pavel (1946-...), dirigent en muziekpedagoog
- Ivan Poldauf (1915-1984), taalwetenschapper
- Antonín Procházka (1927-2006), advocaat
- Ladislav Rusek (1927-2012), kunstenaar
- Leopold Schulz von Straßnitzki (1743-1814)
- Karel Slavíček (1678–1735), astronoom
- Jan Tesánek (1728-1788), astronoom
- Pavel Trost (1907-1978), taalkundige
- Josef Vašica (1884-1968) theoloog en filoloog